# 国際婦人年
国際婦人年 (こくさいふじんねん、International Women's Year) または国際女性年（こくさいじょせいねん）は、国際連合が女性の地位向上を目指して設けた国際年であり、1975年を国際婦人年とすることを宣言した。同年、メキシコシティにおいて国連の後援で第1回世界女性会議が開かれ、各国の法律、経済、政治、社会、文化制度における女性の地位向上のための「世界行動計画」が採択された。国際婦人年は、国際連合によって「国連婦人 (女性) の10年」(1976-85) として拡大され、以後、コペンハーゲン (1981)、ナイロビ (1985)、北京 (1995) で世界女性会議が開催された。コペンハーゲンで開催された第2回世界女性会議では、「女子差別撤廃条約」の署名が行われた。

## 用語について
「国際婦人年」 と「国際女性年」の2つの用語が用いられている。1975年の制定時から「国際婦人年」とされてきたが、「婦人」という用語については、総理府（現内閣府）の婦人問題企画推進有識者会議意見（1990年）で、早急に改正が困難である法令に基づく用語・固有名詞等を除き、それまで一般に使われていた「婦人」という用語を「女性」に変更すべきであるとの意見が出され、以降、この意見を踏まえて内閣府の婦人問題関係の報告書等では、法令に基づく用語・固有名詞等を除き、「女性」の用語が用いられるようになった。これに伴い、内閣府男女共同参画局の報告書等でも特に近年は「国際女性年」の用語が使用されている。また、女性学・フェミニズム関連の専門家が編集・監訳した事典では、たとえば、1998年出版の新版『フェミニズム事典』では「国際女性年」、2000年出版の『フェミニズム歴史事典』でも「国際女性年」、さらに、2002年出版の『岩波女性学事典』では項目名を「国際婦人年」とし、「国際女性年とも」と併記している。
なお、現在、日本では「国際婦人年連絡会」が中心的な役割を担っている。

## 沿革
国連女性の地位委員会(CSW)は女性に対する差別を撤廃する宣言の採択に向けた努力を数年にわたり重ね、1965年に女性の人権を確実にする宣言採択に向けて真摯に道を開こうと計画する。政府関係者やNGO代表および国連職員から、教育、雇用、相続、刑罰改革その他の問題を網羅する回答を得たCSW代表は、女性に対する差別撤廃宣言 (DEDAW)を起草、1967年11月7日に総会で可決される。宣言に対する支持を得ると次の段階は、条約として批准にかける準備である。予定よりも遅れながら1972年には米国議会がTitle IXを可決、連邦補助金の受給機関における教育の差別を撤廃したとき、撤廃宣言が議会を通過するという期待が高まる。それまで長い間、女性国際民主連盟(WIDF)の加盟組織は女性の不平等に対処する国際的な女性年と女性会議を切望していた。WIDFはCSWの加盟団体ではなくオブザーバーに指定されたため直接イベントを提案する立場ではなかったものの、提案をまとめるとルーマニア代表にCSWへの提出を代行してもらうにつき、フィンランドの支持を取り付ける。CSWは提案を受理し総会で提議、1972年12月の総会で1975年を国際女性年とすると宣言した。その日付には重い意味があり、国際連合発足30周年にあたったのである。
ところが会議には問題が山積していた。当初、ソ連の女性は会議招集を拒んで交渉を強行すると、独自の会議を国連の枠外の東ベルリンで開催したいと申し入れた。そこで米国は冷戦政策の一環として、女性限定の会議はまともに受け止められないのだから出席は女性に限らず、ジェンダーに中立であるべきだと提案した。メキシコシティは会議の開催に同意し、CSWはCEDAW通過を確実にする「仕掛け」の準備に向けて動き出す。ヘルヴィ・シピラ Helvi Sipilä(フィンランド)は社会開発および人道問題担当事務次長に選ばれると、その年のイベント開催責任者を委嘱される。

## 国際的な活動

### メキシコシティ
第1回国連女性会議は6月19日から7月2日までメキシコシティで開催された。1975年の会議では世界行動計画(en)採択に加え、女性の平等と開発と平和への貢献に関するメキシコ宣言(en)が採択される。これに基づき監視メカニズムとして国際婦人調査訓練研究所(INSTRAW)や国連女性開発基金(UNIFEM)などの確立につながり、フォローアップ会議開催の動議を策定、その初回は1980年にコペンハーゲンで開催される。1975年から1985年までの期間を国連女性の10年として確立し、女子に対するあらゆる形態の差別の撤廃に関する条約(CEDAW)の迅速な批准を求めた。1985年にナイロビ(ケニア)で開催された第3回会議は「国連女性の10年」を締めくくるだけでなく、一連の加盟国で2000年を期限として性差別撤廃を国内法で制定する日程を設定した。1975年のメキシコシティ会議には1000人以上の代表が参加、著名な出席者にはオーストラリアのエリザベス・リード(Elizabeth Reid)とマーガレット・ホイットラム(en ゴフ・ホイットラム首相夫人) ならびにスーザン・ライアン Susan Ryan (IWY事務局所属・のちの国会議員で大臣)が含まれていた。国際女性年のトリビューン も組織され、1975年の参加は女性4000人である。

### 東ベルリン
東ベルリンでは、メキシコシティ会議の開催直後にIWY主催で世界女性会議が開かれた。女性の平等は「社会主義的な人権の概念の真の具現化」として理想化されている。平等権に関する作業部会を構成する政府と法律の専門家は東ドイツ科学アカデミー(en)、フンボルト大学、社会党統一党中央委員会に在籍し、女性の権利は性別指定とは別の領域に属するべきという考えを否定する代わり、国連による人権の立場によって統帥されるべきと決定した。会議の主要招待者にはアンジェラ・デイビス、オルテンシア・ブッシ・デ・アジェンデ(en サルバドール・アジェンデ元チリ大統領夫人)が名前を連ねた。国の後援を受けたプログラムは国家社会主義を通じて階級、人種、性別に基づく抑圧から女性を解放する国家闘争における女性の連帯を提唱した。

### ブリュッセル
女性に対する犯罪に関する国際法廷創設を計画したIWYだが、ようやく1976年3月4日から同月8日の会期にブリュッセル(ベルギー)で開催される。会議は資金調達の制約により40カ国2000人の女性を受け入れ、登壇者はさまざまな形で女性が受ける経済的搾取と暴力を取り上げた。同会議の最も重要な成果として国際フェミニストネットワークの創設を見る。

## シオニズムをめぐる論争
1975年会議のもうひとつの注目点として、国連が提唱するフォーラムで初めて「シオニズムは人種主義」動議が可決され、翌11月の1975年国連総会決議3379（英語）の下地が整う。
シオニズムを人種差別と同一視する声明は、当初、1985年開催の「国連女性の10年」(ナイロビ)の最終会議に提出する報告書案の付録にも含まれていた。しかしIt Takes a Dream: The Story of Hadassah (1997年) でマーリン・レビンが述べているように、「バーニス(・タンネンバウム Bernice Tannenbaum)が国連決議を公に否認するよう求めると、ロナルド・レーガン(アメリカ大統領)はシオニズムは人種差別と同等決議が最終会議の宣言に盛り込まれた場合、アメリカ代表団をナイロビから撤退させると約束する」。 タンネンバウムは重ねて米国上院に働きかけ、会議の決議を非難し、撤回を要求させる。さらに自ら上院決議案件としてケニアに飛んでおり、現地ではレーガン大統領の娘でアメリカ代表団長であったモーリーン・レーガン（英語）が大統領の約束を繰り返し、最終会議に決議が含まれた場合は会議から撤退すると表明した。ケニアの妥協案仲介でシオニズム動議を含まない最終会議報告書が提出される。

## 国ごとの活動

### オーストラリア
「女性と政治」に関する会議を9月に開催、女性700人が参加した。

### カナダ
カナダで行われたIWYイベントは総体としてカナダの女性に限らず、一般大衆の幅広い層に向けて女性の問題と成果に関する認識を高めた。オンタリオ州女性弁護士協会(Ontario Women and the Law Association)ならびにカナダ接待業・事務職・小売労働者組合（SORWUC）の創設を促し、女性の視点を教育および芸術活動に示すことを目指して参加する多くの人々に資金がもたらされた。カナダ映画協議会 National Film Board of Canada への請願もその一環であり、スタジオDの創設が実現する。グエルフ大学 (en)は同年9月にネリー・マクラング(en 全米女性参政権協会)に捧げる会議を開催、マクラングの念願であった改革問題を議題とした。

### 日本
国際女性デーおよび、国連女性の10年の成果に1979年に採択され、1981年に発効した女子に対するあらゆる形態の差別の撤廃に関する条約がある。この条約に後押しされ国連女性の10年の最終年である1985年、男女雇用機会均等法が成立した。その他、この国連女性の10年の期間に成立したものに、国籍法の改正や、高等学校において女子のみの必修科目であった「家庭一般」の男女選択履修化がある。国籍法はそれまで、父系の血統に限られていたものが父母両系主義へと改められている。「家庭一般」については、文部省は1981年まで「家庭一般女子必修は教育的配慮であって，女性差別ではない」との見解を示していたが、1984年6月に文部省で設置された家庭科教育に関する検討会議や1985年9月の教育課程審議会を経て、男女別の学習領域指定が廃止された。

### ニュージーランド
6月、 ウェリントンで合同女性会議 (United Women's Convention)を開催。

### アメリカ
IWYを支援する1977年のイベントは民間組織やNGOによって全米で催され、6月11から12日にかけてコネチカット州で、同10月にクリーブランド広域会議で行われた。米国で最重要のイベントの1つは米国政府の助成金を受けるため開催地はテキサス州ヒューストンに計画されたものの、IWYイベントとして実現するには1977年まで待つこととなる。1977年アメリカ女性会議(en)は全ての州から代表の女性を集め、世界行動計画の多くの課題を反映する国家行動計画を策定した。

## 成果
1975年には女性に国際的な関心が寄せられ、多くの機関が設立した。
- 国連女性開発基金 (UNIFEM)
- 女性の地位向上のための国際研究訓練機関 (INSTRAW)
- 国立国際女性会館 (日本)
- 女性学リソースセンター(Women's Studies Resource Centre、同年7月設立。オーストラリア)[48]。

## ロゴ
IWY作成の「鳩」のロゴはIWYの他CEDAWおよびUNIFILが使用する。様式化された鳩の形に女性を示す記号と等号(♀・=)を重ねたデザインは、当時27歳のヴァレリー・ペティス(グラフィックデザイナー・ニューヨークの広告会社勤務)から寄付を受けた。これはUNウィメン公式標章として 、現在も国際女性デーを祝う際に使用される。